# Monastère de Myriokefala
Le Monastère de Myriokefala (parfois Moni Adifonitrias) est un monastère orthodoxe de Crète. Il est situé dans le village de Myriokefala et continue à être un des principaux lieux de pèlerinage de la région.

## Présentation

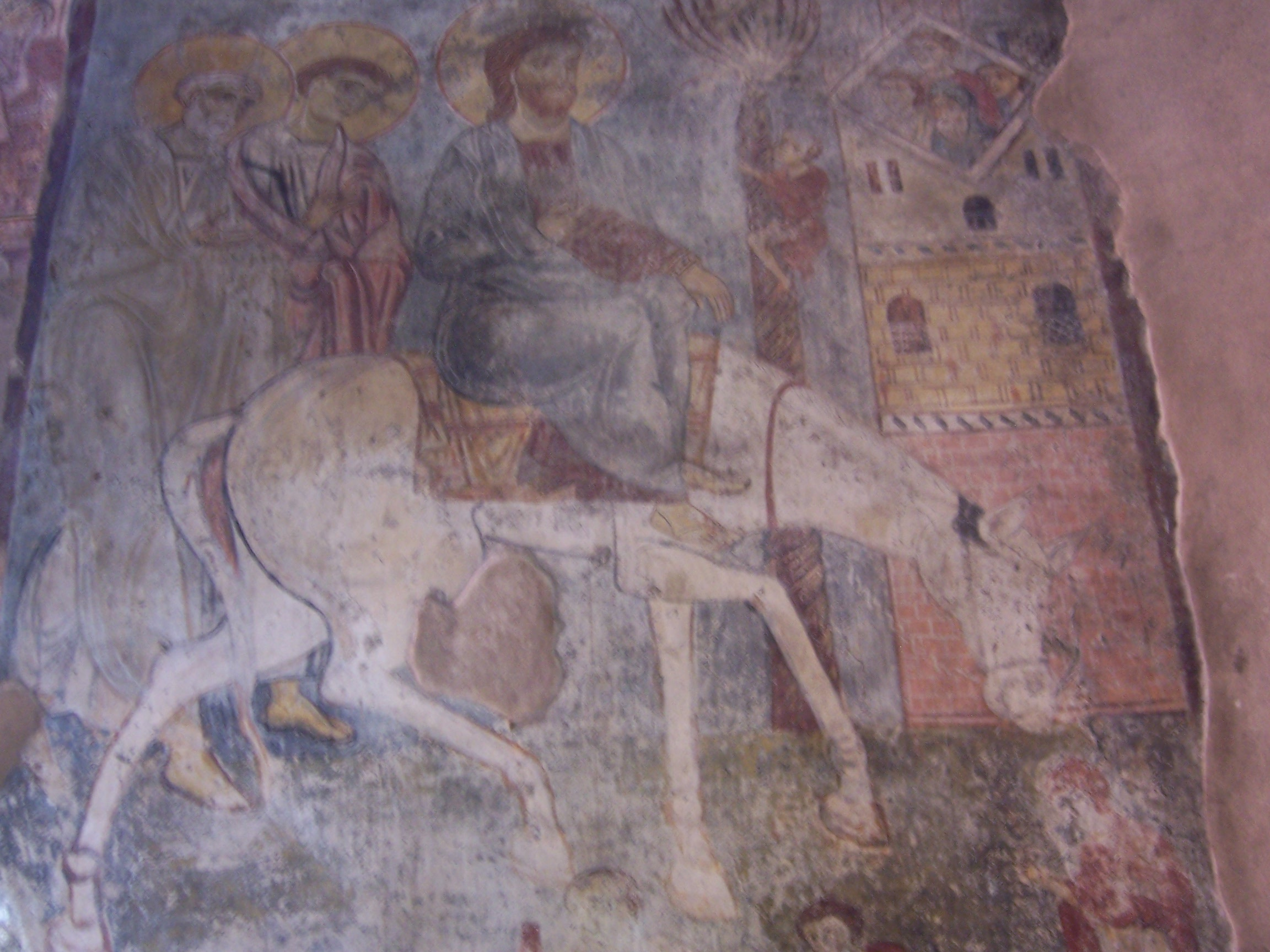
Fresque.

Consacré à la Vierge Marie, cet édifice est de type cruciforme à coupole et date du début du XIe siècle, fondé par Ioannis Xenos, dit Erimitis.
Les peintures murales byzantines du Katholikon de Myriokéfala, dont la première couche date du Xe - XIe siècle et la seconde de la fin du XIIe-début du XIIIe siècle, sont de pur style byzantin. D'autres fresques, plus tardives, datent du XVIe siècle. Malgré leur originalité, elles présentent les caractères de l'art de l'époque des Comnènes et, par conséquent, elles sont apparentées aux fresques des églises de Constantinople, de la Macédoine et de Chypre. Sur toutes les fresques dominent les couleurs de nuances claires. Les peintres ne copient pas les prototypes des époques antérieures et donnent certains détails des scènes peintes. Ce sont des peintres archaïsants bien que leur originalité les fasse considérer comme les précurseurs du courant artistique qui apparut à Constantinople aux XVe et XVIe siècles et que l'on a appelé l'École Crétoise.
Il existe peu d'information sur le monastère au cours des périodes vénitiennes et turques. Il est probable que ce lieu de culte ait perdu de son importance au cours de ces périodes, bien qu'il ait toujours été en activité.